# Кормоприготовительные машины
Кормоприготовительные машины — машины для подготовки кормов к скармливанию сельскохозяйственным животным. Являются частью животноводческого комплекса, а именно кормоцеха.

## Описание
Кормоцех представлен такими агрегатами: транспортер, питатель концентрированных кормов, питатель сенной муки, кормодробилка, измельчитель кормов, мойка-корнерезка, два смесителя, загрузочный и выгрузной шнеки, котел-парообразователь. 
Кормоприготовительные машины подвергают корма механической, тепловой и химической обработке для улучшения их качественных и технологических (химических и физико-механических) свойств, а также для переваримости и обеззараживания кормов. Существуют кормоприготовительные машины как для автономной работы так и для работы в составе поточных линий (в том числе в комплексах оборудования кормовых цехов). Кормоприготовительные машины автоматизируют процесс, упрощая ручной труд: повышают производительность, а также дают возможность использовать отходы сельскохозяйственного производства и пищевой промышленности. 

## Характеристика
Для различного сырья используются разные типы устройств:
1. измельчение сена и соломы производится с помощью дробилок-измельчителей (конусообразный вращающийся бункер, ротор с шарнирно установленными молотками, горизонтальный и наклонный (выгрузной) транспортёры)
2. стебельчатые корма — технологическая линия (питатель-загрузчик, транспортёр-дозатор и измельчитель-смеситель с вертикальным ножевым ротором)
3. концентрированные корма — молотковые дробилки (ротор и дека)
4. мясорыбные корма — дробилки (барабан измельчения) или мясорубки

Комбикорм готовят при помощи машин, входящих в комплекс оборудования комбикормового цеха, которые осуществляют измельчение, плющение, различные виды термической обработки зерна, дозирование и смешивание отдельных компонентов в соответствии с техническими нормами. Тепловую обработку картофеля, пищевых отходов и некоторых грубых кормов (соломы, половы) проводят с применением кормозапарников, запарников-смесителей, кормозапарочных агрегатов и варочных котлов. Для механизации химической обработки измельчённой соломы используют смесители-запарники, оснащённые парораспределительной системой, мешалкой, выгрузным шнеком и имеющие выгрузную горловину с клиновой задвижкой.